# Eugen Ciceu
Eugen Ciceu (n. 27 iunie 1940, Vad, județul Cluj - d. 6 decembrie 1997, Zürich) a fost un pianist român de jazz, cunoscut sub numele de scenă Eugen Cicero. 
Eugen a fost al doilea fiu al preotului Teodor Ciceu și al soției acestuia, Livia. Primul lor fiu a fost percuționistul Adrian Ciceu. În 1943 Teodor Ciceu a fost numit preot la Catedrala din Cluj și profesor la Facultatea de Teologie. Eugen vede pentru prima dată un pian în 1944 și începe să cânte corect ritmic, melodic și armonic o piesă pe care a auzit-o la radio. Urmează lecții de pian cu Aurelia Cionca. 
În 1949 familia se mută la București, unde este înscris la Școala de Muzică. A fost coleg cu Ileana Cotrubaș. Profesoara care i-a desăvârșit tehnica este Ana Pittis. În 1959 a fost admis la Conservatorul din București, unde i-a avut colegi pe Vladimir Cosma și Richard Oschanitzky. Începe să se intereseze de jazz. Este influențat de Eroll Garner și Oscar Peterson. 
Un an mai târziu, în 1960, a fost exmatriculat din Conservator, alături de alți colegi, printre care și Oschanitzki. Urmează o perioadă de angajamente în localurile bucureștene și colaborări cu Orchestra Electrecord, condusă de Teodor Cosma. 
Este reprimit în conservator în 1962. În același an pleacă în turneu în Germania de Est, împreună cu trupa sa. Trece în Berlinul de Vest și cere azil politic, restul trupei plecând mai departe în Statele Unite. După o perioadă grea în Germania, Eugen se stabilește în Elveția. 
Primul său album, "Roccoco Jazz" (1965), a fost editat în Studioul SABA/MPS din Villingen, Germania, condus de Hans-Georg Brunner-Schwer. Studioul MPS este cunoscut pentru muzicicenii care i-au trecut pragul: Oscar Peterson, Erroll Garner, Martial Solal, Horst Jankowski, Stéphane Grappelli, Jean-Luc Ponty, Svend Asmussen.
Urmează angajamente cu RIAS Big Band, în Berlin, iar mai târziu cu SFB Bigband, condus de Paul Kuhn.
În 1970 se naște fiul său Roger Cicero, din căsătoria cu prima soție, Lili. La mijlocul anilor 1970 se mută la München. Urmează divorțul de Lili Cicero. A revenit în Romania, în același an, pentru un concert caritabil, la Sala Radio.
În 1982, prin Ria și Wim Wigt (producători muzicali din Olanda), îl cunoaște la Amsterdam pe producătorul japonez Makoto Kimata. De atunci a urmat o perioadă de turnee anuale în Japonia.
După 1990 Eugen Ciceu a susținut câteva concerte la Sala Radio. În 1994 Florian Lungu i-l prezintă pe basistul Decebal Badila, cu care va colabora până la sfârșitul vieții.
Fiul său Roger Cicero a reprezentat Germania la finala Eurovision din 2007.
Singurul album editat în România este cel înregistrat la Electrecord.

## Discografie (selecție)
- Rokoko Jazz, 1965, cu Peter Witte - bas și Charly Antolini baterie
- Cicero's Chopin (1965)
- Swinging Classics (1973) (Dublu LP, pe unul Liszt, pe celălat Ceaikovski)
- Cicero Plays Schubert, 1975, cu Ochestra de Cameră Württemberg din Heilbronn dirijată de Jörg Faerber (Premiul Deutscher Schallplattenpreis, 1976)
- Piano Dreams, VÖ 2002, cu Ochestra Filarmonică din München
- SoloPiano, 1978, Concert live
- Spring Song E.Cicero, John Clayton bass,Billy Higgins drums. Rec @ Studio 44 Monster Holland 25-26 noiembrie 1983
- Swinging Piano Classics, 13 decembrie 1996, Concert live în Überlingen, cu Decebal Bădilă la E-Bass, ultima sa înregistrare

În toamna anului 2006 au fost reeditate următoarele albume:
- Ciceros Chopin Festival (1973)
- Cicero in London (1973)
- Eugen Cicero Plays Schubert (1975), Deutscher Schallplattenpreis
- Ciceros Concerto (1976)
- Eugen Cicero – Piano Solo (1976)
- Don't Stop My Dreams (1984)
- Whisper From Eternity (1988)

Eugen Cicero & His Friends - Berlin Reunion
Eugen Cicero - Pian
J.A. Rettenbacher - Bass
Heinz von Hermann - Sax
Jiggs Whigham - Trombone
Rolo Rodriguez - Bongo drums
Ronnie Stevenson - Drumbs